# レドモンド (オレゴン州)
レドモンド（英: Redmond）は、アメリカ合衆国オレゴン州デシューツ郡にある都市である。人口は3万3274人（2020年）。1910年7月6日に法人化された。カスケード山脈の東側の高地砂漠に位置している。市の近くではマウンテンバイク、釣り、ハイキング、キャンプ、ロッククライミング、急流下り、スキーおよびゴルフなど様々なレクリエーションの機会が提供されている。進歩的な市民サービスを提供しており、州内でも最も成長速度の高い工業と住宅の町の一つである。
市域は29.5 km2あり、海抜938mの平らな台地上にある。デシューツ郡郡庁所在地のベンド市から北に24km、大都市ポートランドからは230km、州都セイラムから206km、ユージーンからは202kmの位置にある。ベンド都市圏に属している。

## 歴史
レドモンド市が存在するようになったのは、オレゴンが州になってから45年が経ったときだった。市名はフランク・T・レドモンドに因んで名付けられた。農業地帯だったので、主要運河建設を担当した灌漑会社によって市の区画が決められた。市制を布いた1年後の1911年、電気が通り、オレゴン・トランクライン鉄道が通ったこともあって、地域の農夫や商人に新しい市場が開けた。1930年に人口1,000人となり、1940年にはその2倍近くになった。1940年代にはアメリカ陸軍航空隊の基地として選ばれ、第二次世界大戦後にはロバーツ飛行場で商業便が運行されるようになった。その後の30年間、さらに1980年代の大半では人口が比較的安定したままであり、小さな商業・小売りセンターと製造業などで緩りと成長した。しかし、1990年代にデシューツ郡の大半と共に市の人口が増加し始めた。2000年から2006年までの人口成長率は74.3％となり、毎年オレゴン州の成長速度の高い都市に含まれていた。この2006年までの急成長で人口は23,500人にまでなった。その成長は雇用機会の増加や比較的低い生活費によって加速されている。

## 地理
レドモンドは北緯44度16分8秒 西経121度11分1秒 / 北緯44.26889度 西経121.18361度に位置する。アメリカ合衆国国勢調査局に拠れば、市域全面積は15.5平方マイル (29.5 km2)であり、全て陸地である。標高は3,077フィート (938 m) である。アメリカ国道97号線沿いにベンド市の北15マイル (24 km)、スミスロック（州立公園）の南2マイル (3 km) に位置している。標高が高いのでその気候は高地砂漠気候と考えられている。
ホース溶岩洞システムがレドモンド洞穴の地点で市内に入っている。このシステムを創った溶岩流はレドモンド・キャニオンやその先まで流れ続けている。

## 気候
レドモンドの気候は高地砂漠気候に典型的なものであり、冷涼な夜と日照の多い日中がある。年間平均降水量は8インチ (200 mm) と10インチ (250 mm) の間にあり、平均降雪量は24インチ (60 cm) である。冬季の日中温度は 10°F(−12℃) から 40°F(4℃) である。冬の夜間は 0°F(−18℃) から 40°F(4℃) である。農務省植物耐寒性地帯マップに拠ると、年間平均最低温度は −5°F(−21℃) から −10°F(−23℃) である。
オレゴン州中部の典型的な夏は、日中の気温が 75°F(24℃) から 100°F(38℃)、夜間の気温が 60°F(16℃) から 70°F(21℃) というものである。夏の間はほとんど霜が降りない。秋は通常暖かく乾燥した日中と冷涼な夜となる。砂漠研究所西部地域気候センターに拠れば、最も暑い7月の平均最高温度は、1928年から2006年までで 82.09°F(27.8℃) だった。
レドモンドの植物成長期間は霜が無い時期が短いために極めて短い。アメリカ合衆国農務省国立自然資源保護庁に拠れば、1971年から2000年の間の半分の年で、レドモンドにある農務省測候所が7月3日より遅い、また8月31日より早い氷点下の気温を記録してきた。

## 人口動態
以下は2000年国勢調査による人口統計データである。
| 基礎データ - 人口: 13,481人 - 世帯数: 5,260世帯 - 家族数: 3,618家族 - 人口密度: 508.3人/km2（1,316.7人/mi2） - 住居数: 5,584軒 - 住居密度: 210.5軒/km2（545.4軒/mi2） 人種別人口構成 - 白人: 93.72% - アフリカン・アメリカン: 0.09% - ネイティブ・アメリカン: 1.16% - アジア人: 0.65% - 太平洋諸島系: 0.16% - その他の人種: 2.14% - 混血: 2.08% - ヒスパニック・ラテン系: 5.48% 年齢別人口構成 - 18歳未満: 29.6% - 18-24歳: 8.6% - 25-44歳: 30.6% - 45-64歳: 18.3% - 65歳以上: 13.0% - 年齢の中央値: 33歳 - 性比（女性100人あたり男性の人口） - 総人口: 93.1 - 18歳以上: 88.0 | 世帯と家族（対世帯数） - 18歳未満の子供がいる: 38.1% - 結婚・同居している夫婦: 52.2% - 未婚・離婚・死別女性が世帯主: 12.2% - 非家族世帯: 31.2% - 単身世帯: 24.6% - 65歳以上の老人1人暮らし: 10.6% - 平均構成人数 - 世帯: 2.54人 - 家族: 3.02人 収入と家計 - 収入の中央値 - 世帯: 33,701米ドル - 家族: 41,481米ドル - 性別 - 男性: 31,940米ドル - 女性: 23,508 米ドル - 人口1人あたり収入: 16,286米ドル - 貧困線以下 - 対人口: 9.7% - 対家族数: 6.6% - 18歳未満: 8.9% - 65歳以上: 7.5% |

## 経済
レドモンド市最大の雇用主はレドモンド空港にあるレドモンド航空センターである。これはアメリカ合衆国林野庁降下消防隊とその訓練施設である。
PCCシュロッサーは市内で成長する製造業部門の一例であり、航空産業や医療産業のためにチタン鋳物を作る事業で200人を雇用している。
TモバイルUSAは市内にコールセンターを稼働させ、700名以上を雇用している。
新聞「ザ・レドモンド・スポークスマン」は1910年7月14日に創刊した市内では最古の連続して操業している会社である。発行者のヘンリー・パーマーとクララ・パーマーがそれまで発行していた「レイドロー・クロニクル」の印刷機をレドモンドに映し、今は廃刊した「オレゴン・ハブ」や「エンタープライズ」各紙と競合した。
レドモンドの西6マイル (10 km) にあるイーグル・クレスト・リゾートはオレゴン州土地保存・開発省が指定する8つのリゾート地の1つである。レドモンド市の大きな雇用主の1つであり、デシューツ郡最大級の納税者でもある。

## 教育
レドモンド教育学区の管轄範囲は556平方マイル (1,440 km²) あり、小学校7校、中学校2校および高校1校の計10校を管轄している。2006年9月26日時点の児童・生徒数は6,892人である。小学校は幼稚園生から5年生、中学校は6年生から8年生、高校は9年生から12年生を教えている。新しい高校を建設中である。

## 交通

ロバーツ飛行場の乗客ターミナル

### 航空
レドモンド市は地域内では唯一の商業便を運行しているロバーツ飛行場の運営者である。航空会社としてはホライゾン航空、スカイウェスト航空（ユナイテッド・エキスプレスとデルタ・コネクションとして運行）およびアレジアント航空がある。ポートランド、シアトル、デンバー、ソルトレイクシティ、サンフランシスコ、ラスベガスおよびメサに直行便が運行されている。アメリカ合衆国林野庁が消防活動の飛行場と訓練施設を運営しており、基地のオペレーターであるバトラー・エアクラフトが消防活動のためにDC-7を飛ばせている。

### 高規格道路
レドモンド市はアメリカ国道126号線と同97号線の交差点にあたる。97号線はレドモンド・パークウェイと呼ばれる高速道路である。

### 鉄道
BNSF鉄道の幹線が市内を南北に抜けており、多くの企業のための引き込み線がある。アムトラックの最も近い駅は約75マイル (120 km) 南のチェモーにある。ここにはコースト・スターライトが停車する。

## 見どころ
- スミスロック州立公園
- レドモンド洞穴

## 自然史
レドモンドを特徴付ける植物相としては次のものがある。
- ジュニパー（セイヨウネズ）、周辺の砂漠に点在する
- ヤマヨモギ、未開発地に多い中高木